# Чолгинський заказник
 Чолги́нський зака́зник — орнітологічний заказник місцевого значення в Україні. Розташований у межах Яворівського району Львівської області, на північ від сіл Чолгині та Рулево, неподалік від міста Яворова.
Площа 820 га. Створений 1997 року.
Територія заказника охоплює лісовий масив з двома водоймами штучного походження, а також водно-болотний природний комплекс. Місце зупинки під час сезонних міграцій водоплавних птахів, у тому числі рідкісних, занесених до Червоної книги України. Зокрема, тут гніздуються: пісочник великий, широконіска, чирянка мала, чоботар, крячок малий, мартин жовтоногий, крячок річковий. Загалом налічується бл. 20000 особин птахів.

## Світлини

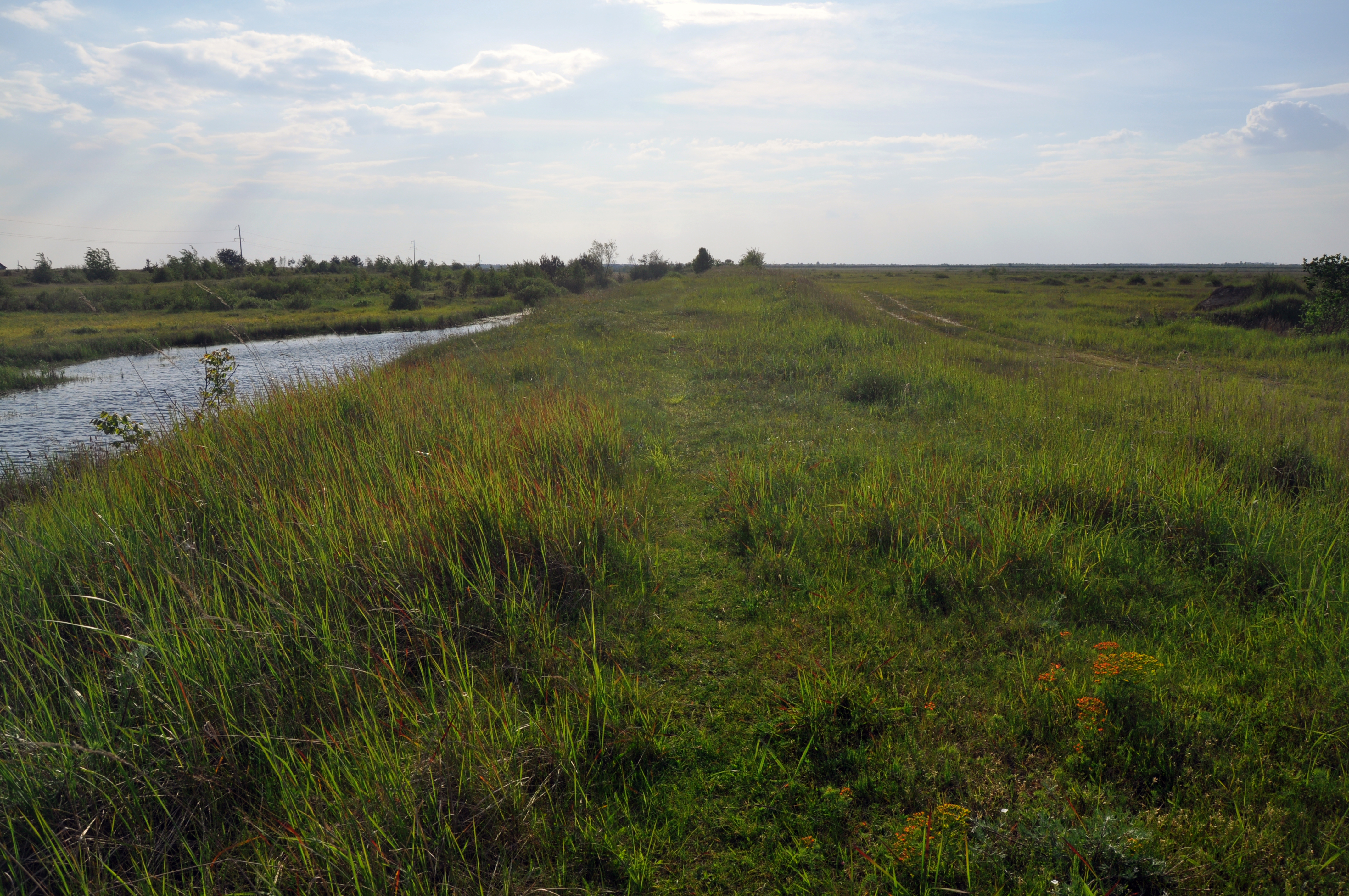
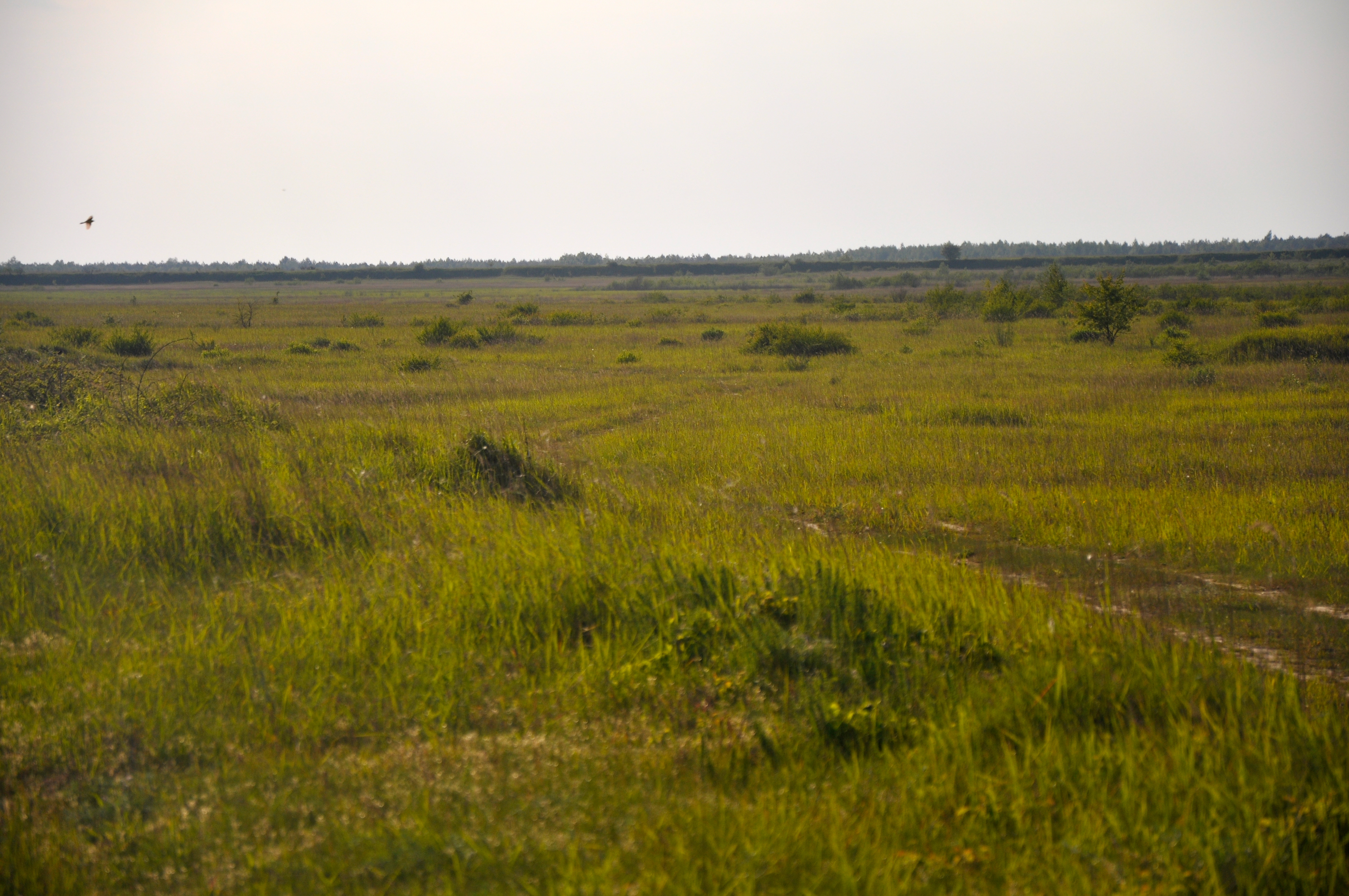
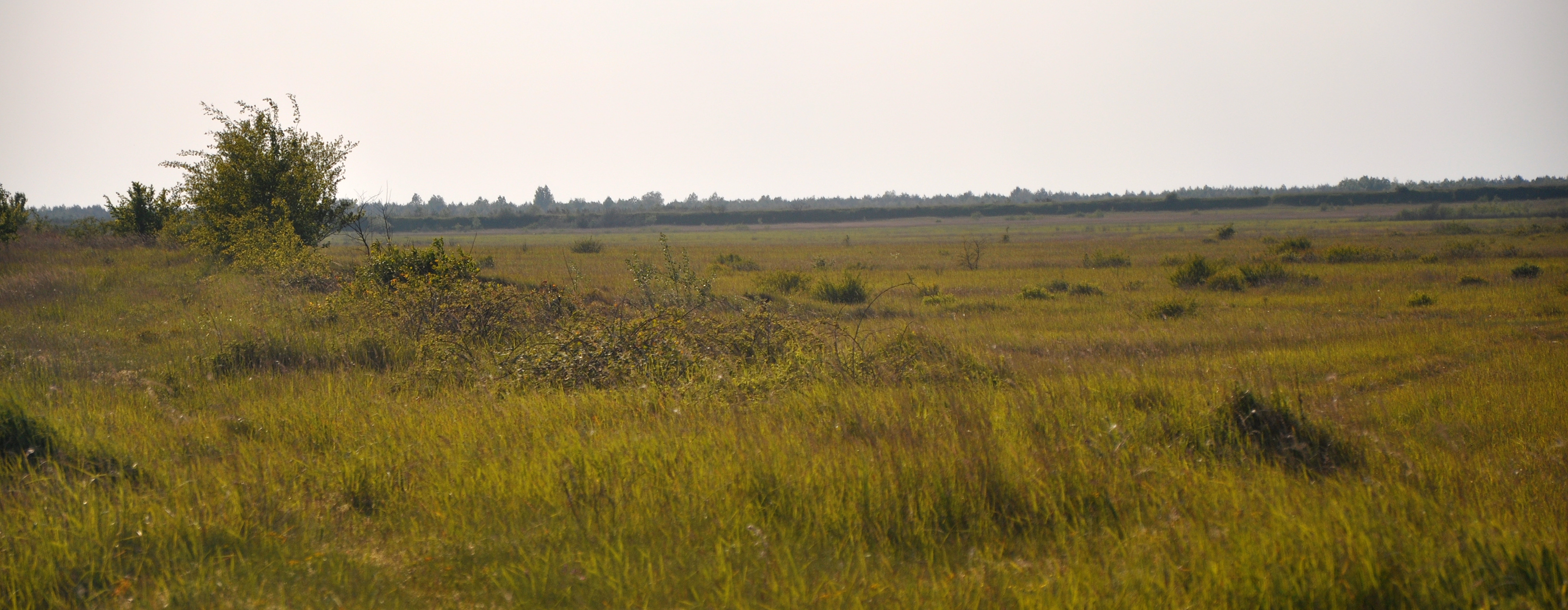
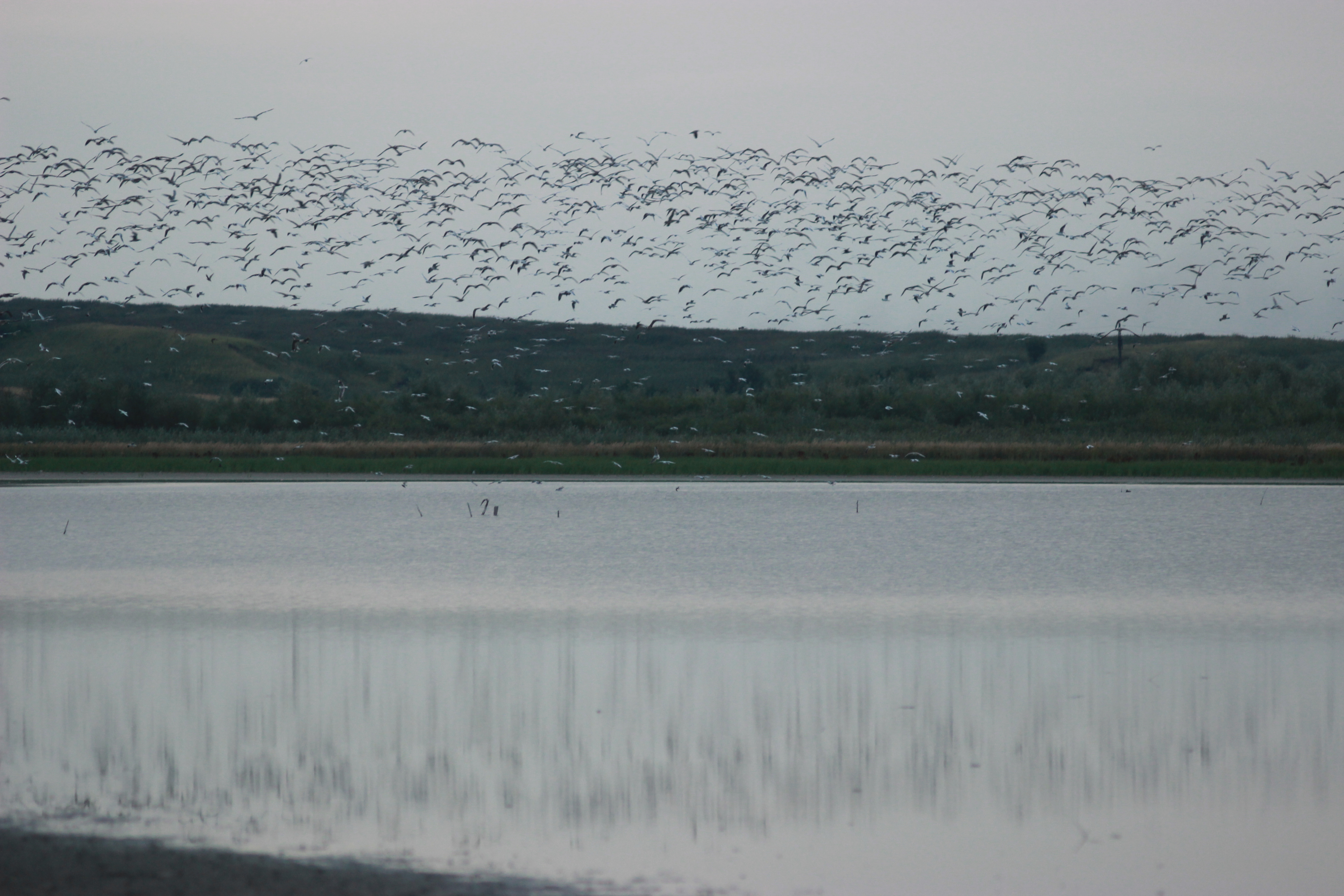
Змішана зграя мартинів у Чолгинському орнітологічному заказнику
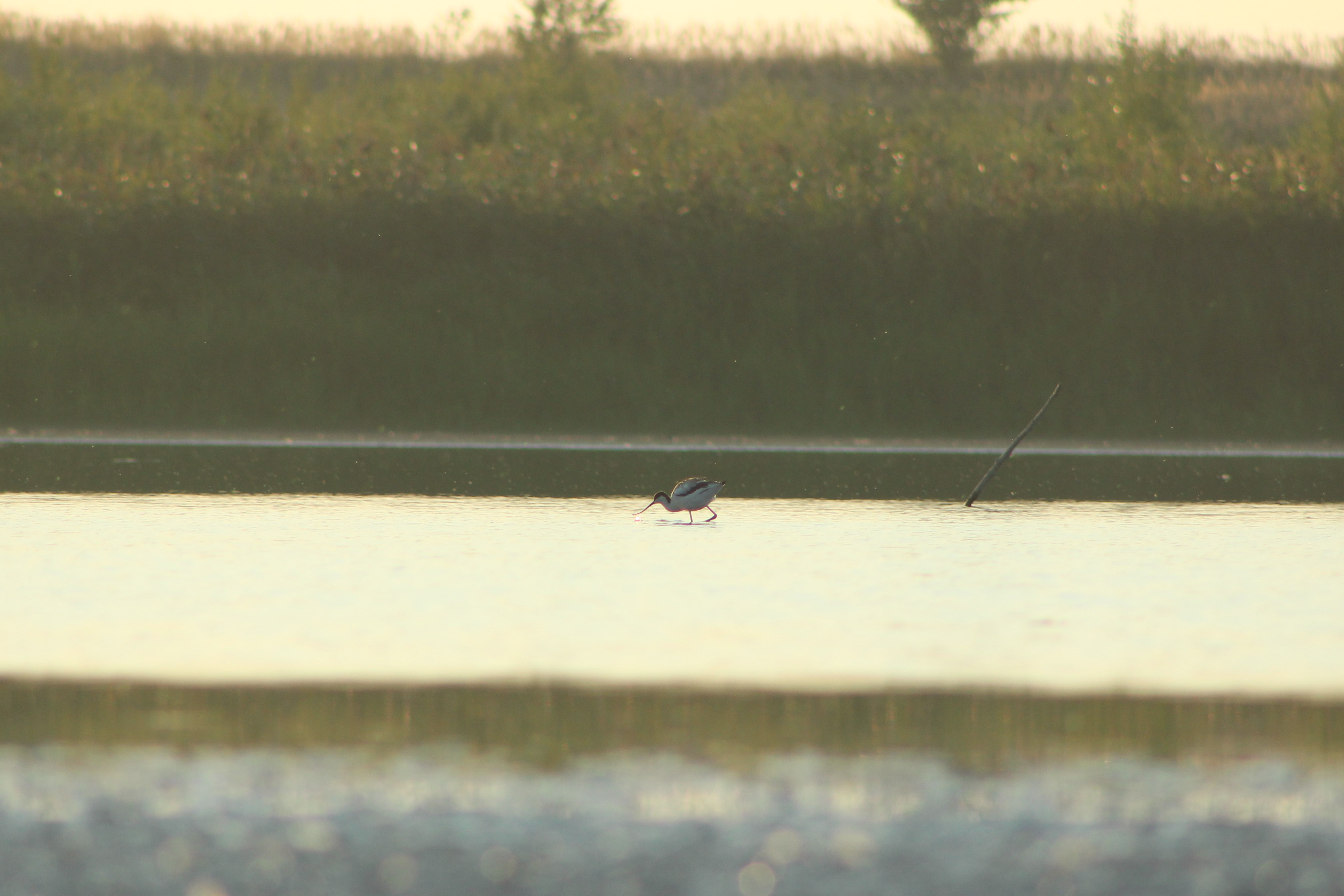
Мігруюча особина чоботаря
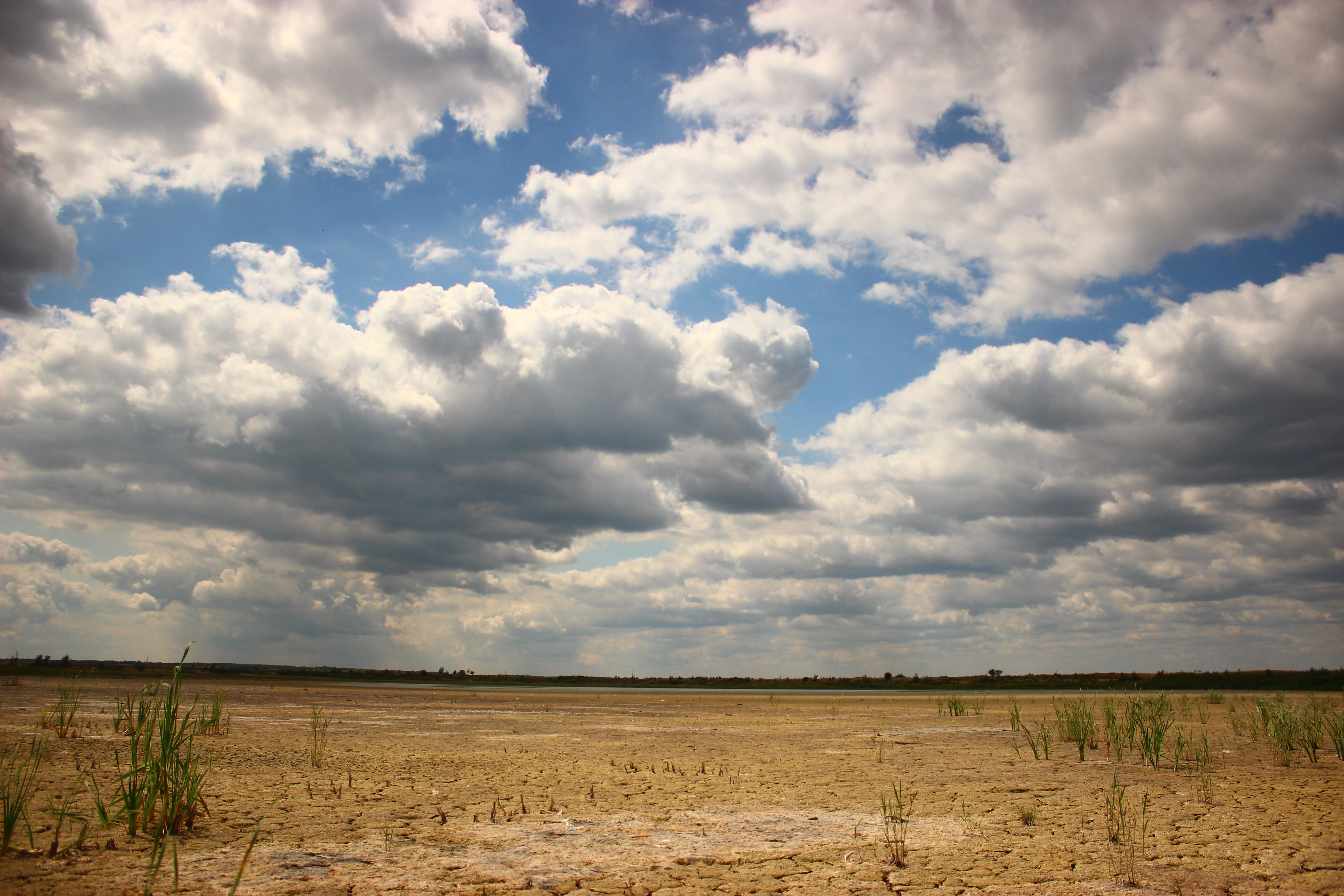
Стан відстійників у 2017 році